# Crazy Stone
Crazy Stone (クレイジーストーン) は、フランスのコンピューター開発者レミ・クーロンによって開発された囲碁思考エンジン。iOSとAndroidのアプリでは「Champion Go」という名も使用されている。Crazy Stoneは2011年から日本国内で『最強の囲碁』として市販化。囲碁思考エンジンで初めてモンテカルロ木探索を取り入れ、コンピュータ囲碁の開発に大きな進歩をもたらした。Crazy Stoneはネット碁サイトのKGSで2012年1月に五段、2014年3月に六段の段位を獲得した。

## 開発履歴
開発者のクーロンは2005年7月にCrazy Stoneの開発を開始し、最初にその設計にモンテカルロ法を採用した。初期のバージョンは、彼のウェブサイトからフリーウェアとしてダウンロードできるようになっていた (現在は不可) 。2006年にパターン認識と探索が追加された。その後、Crazy Stoneは第11回コンピュータオリンピアードの9路碁部門で優勝。クーロンは翌年、第12回コンピュータオリンピアードに参加し、9路碁部門で3位、19路碁部門で2位となった。
コンピュータ大会以上にCrazy Stoneの大きな功績とされているのは、2008年に行われたCrazy Stoneと青葉かおり四段のエキシビジョンマッチにおいて、8子局の置き碁で挙げた勝利である。日本のプロ棋士に初めて9子未満のハンディキャップで勝利したソフトになった。12月の第2回UEC杯では優勝したCrazy Stoneと青葉の対局が7子局で行われ、ここでもCrazy Stoneが勝利した。
2013年第6回UEC杯で優勝したCrazy Stoneは電聖戦に石田芳夫九段(二十四世本因坊秀芳)に4子局で3目勝ちを納めた。
2014年3月21日の電聖戦第2回大会では依田紀基九段に4子局で2目半勝ちを納めた。

## 成績
- 2006年5月29日 - 優勝 - 第11回コンピュータオリンピアードの9路碁部門 (トリノ開催)[2]
- 2006年6月1日 - 5位 - 第11回コンピュータオリンピアードの19路碁部門 (トリノ開催)[2]
- 2007年6月13日 - 3位 - 第12回コンピュータオリンピアードの9路碁部門 (アムステルダム開催)[2]
- 2007年6月17日 - 2位 - 第12回コンピュータオリンピアードの9路碁部門 (アムステルダム開催)[2]
- 2007年12月2日 - 優勝 - 第1回UEC杯コンピュータ囲碁大会[6]
- 2008年9月4日 - 青葉かおり四段に置き碁8子局で勝利[1]
- 2008年12月14日 - 優勝 - 第2回UEC杯コンピュータ囲碁大会[6]
- 2008年12月14日 - 青葉かおり四段に置き碁7子局で勝利.[1]
- 2009年11月29日 - 9位 - 第3回UEC杯コンピュータ囲碁大会[6]

## 関連文献
- “The Mystery of Go, the Ancient Game That Computers Still Can’t Win”. Wired (2014年12月5日). 2014年12月24日閲覧。